# Культура Японії

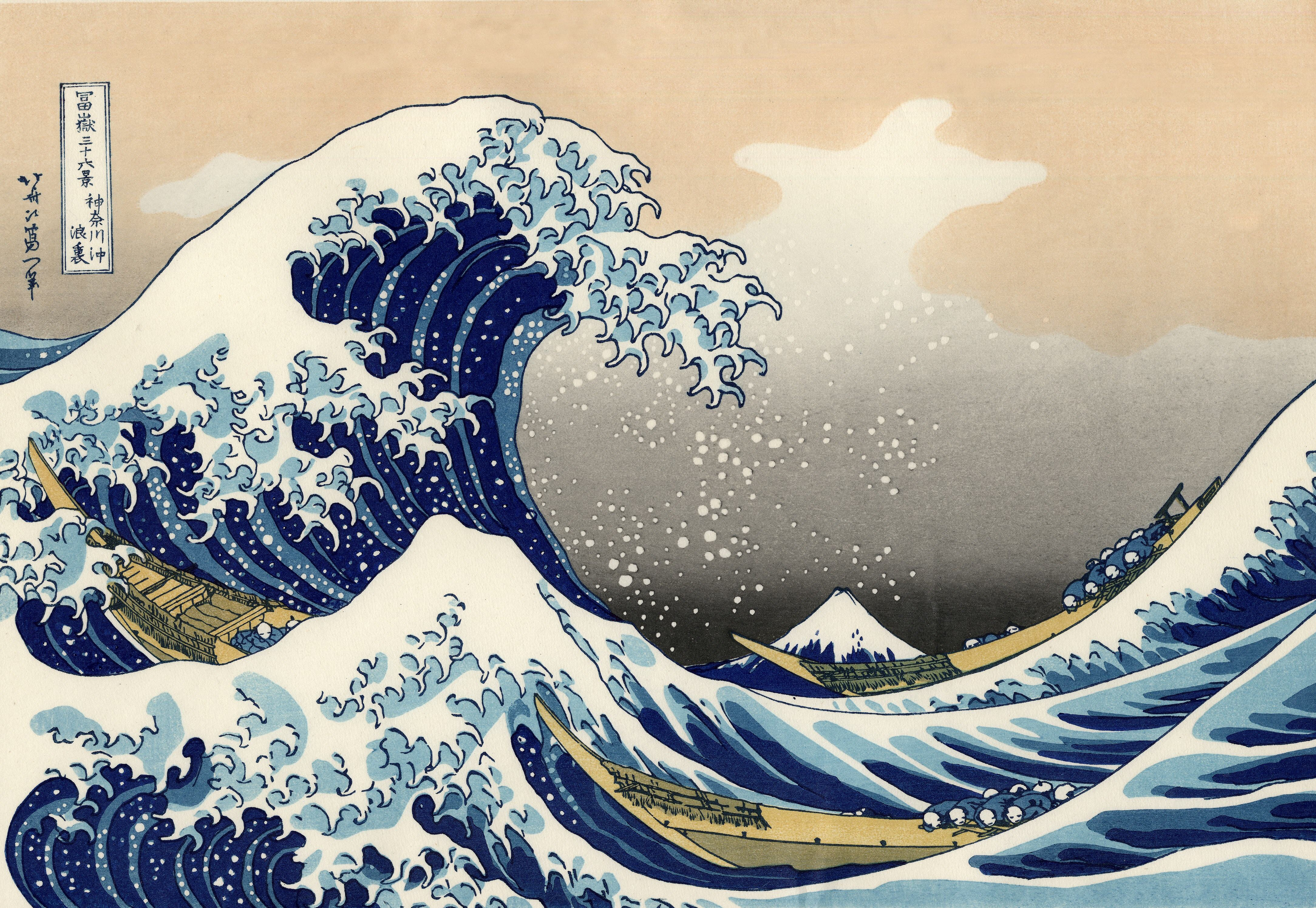
«Під хвилею Канаґавського моря» (Кацусіка Хокусай, 1832)

Культура Японії (яп. 日本文化, にっぽんぶんか, МФА: [nip̚.poɴ bunka]) — сукупність духовних і матеріальних цінностей,  що були створені в Японії і визначають духовно-суспільне буття японців.
Культура Японії має велику кількість культурних надбань. Серед них прекрасні зразки образотворчого мистецтва давнини, шедеври архітектури і скульптури, світові пам'ятники японської поезії, літератури та драматургії, пам'ятки садового будівництва тощо. Поряд з ними існує багата спадщина японської культури релігійної та філософської думки, так званих  культурних надбань.

## Теорія
В острівній Японії сформувалися один народ, одна мова і одна культура. Основи цієї гомогенності були закладені в період Едо (1603 — 1867), коли країна проводила політику ізоляції від Заходу. Після реставрації Мейдзі 1868 року розпочалось свідоме будівництво японської національної держави, що сприяло уніфікації культури. Зокрема була проведена стандартизація японської мови, впроваджено єдину загальнонаціональну освітню і податкову системи,  встановлено державну релігію синто, запроваджено військову повинність і створено єдину політичну систему цінностей на чолі з Імператором, символом нації. Ці заходи сприяли появі гомогенного національно-культурного простору. Його подальшій еволюції сприяв розвиток японської освіти та засобів масової інформації.
Незважаючи на формальну гомогенність японської культури, вона має об'єктивні умови для розвитку гетерогенного культурного простору. Його існування пов'язане із географічними особливостями країни. Японські острови пролягають у різних кліматичних поясах — від помірного до субтропічного, а населені райони розділені між собою високими горами. Різноманітність природних умов сприяла існуванню економічної і культурної регіональної диференціації. В часи, коли не існувало японської національної держави, а сама Японія поділялася на сотні удільних володінь, культурна гетерогенність була нормою. Мешканці Японського архіпелагу мали різні регіональні мови і були носіями радше регіональної, а не загальнонаціональної, свідомості.
Крім гетерогенності регіональних культур, що сприймаються в новітню добу як субкультури загальнонаціональної японської культури, в Японії існує гетерогенність соціальних культур. Вона пов'язана із явищем суспільної диференціації. Культури різних соціальних класів умовно поділяють на дві групи: консервативну самурайсько-селянську та ліберальну купецько-міщанську. Представниками першої вважаються політики, адміністратори, працівники фірм, викладачі, а представниками другої — інженери, голови підприємців, ремісники, учні тощо.
Левова частка японських культурних надбань є результатом розвитку імпортованих з закордону ідей, а не еволюції оригінальних японських концепцій. Так, у 4 столітті з материка до Японії проникла техніка обробки металів, сільське господарство і скотарство. У 7 столітті японці прийняли китайський буддизм, конфуціанство, даосизм, ієрогліфічну писемність, планування міст, адміністративний апарат тощо. У 16 столітті в країні поширилося християнство і вогнепальна зброя, а у 19 столітті — різноманітні надбання західної цивілізації, від системи управління до музики і живопису. Після Другої світової війни джерелом наукових, технічних і культурних ідей для японського суспільства залишається США. Більшість імпортованих концепцій та ноу-хау традиційно японізується — іноземна форма наповнюється місцевим змістом. Саме японізація запозичень, а не просте копіювання, є характерною рисою японської культури.
Отже в культурі Японії наявне співіснування двох сторін: новітньої загальнонаціональної гомогенності з традиційною гетерогенністю регіональних та соціальних культур. Культурні відмінності нижчого рівня виступають джерелом для формування культури вищого, всеяпонського рівня.